# دياني كرامب
دياني كرامب (بالإنجليزية: Diane Crump)‏ هي فارسة أمريكية، ولدت في 1948 في ميلفورد في الولايات المتحدة.